# Vox Records
Vox Records es una compañía discográfica estadounidense con sede en Nueva York, especializada en música clásica. Fue fundada en 1945 por George Mendelssohn-Bartholdy y estuvo activa hasta 1978. Desde 2018 es propiedad de Naxos Music Group.

## Historia
La compañía fue creada en 1945 en Nueva York por George H. Mendelssohn-Bartholdy, un inmigrante judío húngaro que era descendiente del compositor Felix Mendelssohn. El nombre del sello hace referencia a la palabra latina vox, que significa "voz". La compañía fue fundada en 1945 
En 1951 el major Pathé-Marconi fundó el sello Pathé-Vox en Francia, fruto de un acuerdo de distribución entre Pathé Records, el sello del grupo y la marca Vox. Vox mantuvo varios sellos subsidiarios, entre ellos Turnabout fundado en 1965 y Candide en 1966. Ambos sellos se centraron generalmente en la música clásica contemporánea. En 1962 Vox Production (George H. de Mendelssohn-Bartholdy) fundó con Ricordi Records (M. Valcarenghi) y la Nouvelle Agence de diffusion o NADIF presidida por Pierre Bourgeois, una plataforma de distribución conjunta llamada Vox-Ricordi, encargada de vender y promocionar conjuntamente sus respectivos discos. En los últimos años, algunas grabaciones de Vox fueron reeditadas por el sello Excelsior. En 1978 Mendelssohn vendió el sello a Ira Moss de Moss Music Group. Más tarde fue gestionado durante años por Mark Jenkins de Countdown Media. En 1988, Moss Music Group vendió el sello a SPJ Music.
En 2018 el grupo discográfico Vox fue adquirido por Naxos Music Group.

### Tecnologías utilizadas
Empezó publicando discos fonográficos de 78 rpm y se especializó en la edición bajo licencia de grabaciones clásicas europeas. Hacia 1957 fue una de las últimas grandes discográficas en adoptar la grabación en estéreo. 
A principios de la década de 1970, Vox y sus filiales publicaron una serie de grabaciones cuadrafónicas/estereofónicas compatibles que utilizaban el sistema de matriz cuadrafónica Sansui QS. En estas grabaciones todavía puede oírse parte del ambiente cuando se reproducen las versiones en CD con un amplificador con descodificación Dolby y cuatro altavoces. Uno de ellos fue el primer álbum de Coro y Orquesta Sinfónica de Atlanta, dirigidos por Robert Shaw, un conjunto de 2 LP titulado Nativity. Muchas de sus grabaciones se publicaron posteriormente en CD y cosecharon un gran éxito con su serie de cajas Vox de precio asequible. La compañía continuó con un programa de nuevos lanzamientos de orquestas como la Orquesta Sinfónica de Nueva Zelanda.
Algunos lanzamientos de Vox, como las Obras para piano de Debussy interpretadas por Peter Frankl y las Sonatas para piano completas de Prokófiev interpretadas por György Sándor, fueron reeditadas en cajas de vinilo de primera calidad por el sello audiófilo alemán FSM Records Hamburg. Las Sonatas completas de Beethoven tocadas por Brendel se remasterizaron a partir de las cintas originales para SACD y para descargas en alta definición.

## Repertorio
La producción de la compañía incluía la "Vox Box", recopilaciones de música de compositores específicos, como música para piano de Chopin, Chaikovski y Ravel; las sinfonías completas y música orquestal de Rajmáninov; música orquestal raramente escuchada de Chaikovski, Massenet y Rimski-Kórsakov; la música orquestal completa del compositor francés Erik Satie; y una de las colecciones más completas de la música del compositor estadounidense Louis Moreau Gottschalk.

## Artistas
Aunque Vox está especializada en grabaciones importadas, también ha grabado con la Orquesta Sinfónica de Utah bajo la dirección de Maurice Abravanel, la Orquesta Sinfónica de San Luis dirigida por Leonard Slatkin y Walter Susskind, la Orquesta de Minnesota bajo la batuta de Stanisław Skrowaczewski, y la Orquesta Sinfónica de Cincinnati bajo la dirección de Thomas Schippers, Walter Susskind y Michael Gielen.